# Namguro (métro de Séoul)
Namguro est une station sur la ligne 7 du métro de Séoul, dans l'arrondissement de Guro-gu.